# Blue Suede Shoes
〈Blue Suede Shoes〉는 1955년 칼 퍼킨스가 초녹음한 곡이다. 로큰롤의 스탠더드로 통한다. 더불어 당대의 블루스, 컨트리, 대중음악의 요소들을 버무려 빚어낸, 로커빌리의 최초작이라는 평가도 존재한다.
퍼킨스 판은 캐시박스 베스트 셀링 싱글에 16주를 머물렀으며, 최고순위 2위에서 머무르기로는 2주였다. 엘비스 프레슬리가 이것을 커버했고, 전국방송에서 3회 연예했다. 이 밖에 버디 홀리, 에디 코크런 등속 음악인들이 커버했다.

## 기인

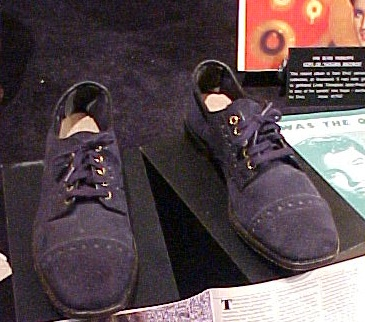
엘비스 전시회에 전시된, 본 곡에 영향 준 신발의 유사품.

이 곡은 조니 캐시의 한마디에서 출발했다. 1955년 가을, 퍼킨스, 캐시, 엘비스 프레슬리 이하 《루이지애나 헤이라이드》 참사인원들은 남부를 걸쳐 순연을 뛰고 있었다. 순연 와중 캐시가 퍼킨스더러 이른 말이, 자기가 독일 파병중에 만난 C. V. 화이트라는 흑인 이등병이, 자기 이등병 군화를 두고 "파란색 스웨이드 신"이라 칭한다는 것이었다. 이러고 캐시는 퍼킨스더러 신발을 가지고 곡을 써보면 어떻겠느냐고 물었다. 퍼킨스는 이렇게 답해 줬다. "신에 대해선 일자무식인 난데, 어떻게 신발을 가지고 곡을 쓰겠냐?"
1955년 12월 4일 퍼킨스는 한 무도회에서 연예하게 되었다. 이 자리에서 퍼킨스는 한 커플을 눈에 새겼다. 연주중 한 엄중하고도 힘 들어간 목소리가 "어어, 내 스웨이드 신 밟지 마!"라고 외쳤던 것이다. 퍼킨스가 당자의 발밑을 쳐다보니, 한쪽에 생채기가 난 파란 스웨이드 신을 신고 있던 걸 확인할 수 있었다. 퍼킨스는 이런 생각이 들었다. "하이고, 저리 예쁜 애를 두고도 고작 생각한다는 게 파란 스웨이드 신이냐."
금야 퍼킨스는 이 사건을 제재로 곡을 쓰기 시작했다. 맨 처음 생각했던 곡의 얼개는 동요스러운 것이었다. "잭 호너라는 아이가(Little Jack Horner) ... 벽 위를 치올라가는 거미를 보았답니다(See a spider going up the wall) ..." 이것은 자분참 폐기되었다. 그다음 발상해 낸 것이 바로 "하나에 돈(One for the money)"이었다. 침대를 박차고 레스 폴 기타를 집어 든 퍼킨스는 A 코드를 잡아 보았다. 연후 다섯 개의 코드를 번갈아 치면서, "하나에 돈(Well, it's one for the money) ... 둘에 연예(Two for the show) ... 셋에 준비(Three to get ready) ... 자 자 가자 친구!(Now go, man, go!)"로 된 가사를 불렀다. 그러고는 부기 리듬을 퉁기기 시작했다.
재빨리 갈색 감자부대를 낚아채 머릿속의 곡을 기보한 후, 퍼킨스가 여기 붙인 제목은 "Blue Swade"라는 오자(誤字)였다. 이를 퍼킨스는 이렇게 회고한다. "S-W-A-D-E–철자도 제대로 못 적었지 뭡니까." 본인 말에 따르자면 "1955년 12월 17일, 나는 'Blue Suede Shoes'를 지었다. 녹음하기로는 12월 19일에 했다."고 하며, 녹음지는 선 레코드였다. 선 레코드의 프로듀서 샘 필립스는 퍼킨스더러 가사에서 "가자 친구들 가(go, boy, go)"를 "가자 고양아 가(go cat go)"로 바꿀 것을 설복시켰다.